# Masters y Johnson
Con los dos apellidos Masters y Johnson, se conocía popularmente por haber sido un matrimonio formado por el famoso ginecólogo William Masters y la sexóloga Virginia Johnson.
Juntos estudiaron la respuesta sexual humana, realizando un exhaustivo estudio en el que participaron diferentes parejas, tras su observación y análisis de los datos obtenidos de los encuentros sexuales de las personas que participaron en el estudio, diferenciaron 4 fases en la respuesta sexual humana: excitación, meseta, orgasmo y resolución. 